# Aphthona flava
Aphthona flava és una espècie de coleòpter polífag de la família dels crisomèlids. És originari d'Euràsia, i ha estat introduït a Amèrica del Nord com a agent de control biològic de la planta onvasora Euphorbia esula. Els adults són marrons i són difícils de distingir en el camp de les altres espècies A.cyparissiae i A.nigriscutis. A més de a Manitoba, Estats Units, està ben estès a hongria i Itàlia.

## Ecologia
Les seves larves són actives des de juliol al principi de la primavera de l'any següent. De joves s'alimenten dels pèls de les arrels, a mesura que creixen es mengen les arrels més grosses. Les larves són blanques i amb l'aspecte de cucs.
La pupa la inicien al sòl.
L'adult apareix de juny a principi de la tardor. Els mascles fan uns 3,4 mm de llargada i les femelles 3,6 mm.